# First Impressions of Earth
First Impressions of Earth—en español: Primeras impresiones de la Tierra—es el tercer álbum de la banda de rock estadounidense The Strokes. Fue publicado en enero de 2006, siendo precedido por el sencillo hit "Juicebox" algunas semanas antes. Además, es el primer álbum de The Strokes con Parental Advisory.
El álbum vendió 88.000 copias en su primera semana en los Estados Unidos, quedando en lugar 4 de las lista Billboard. Aunque el álbum en su primer año en Estados Unidos no alcanzó la certificación oro, este logró vender 300.000 copias y en el Reino unido 100.000 copias. Es el disco menos exitoso de The Strokes, vendiendo hasta la fecha 1 millón de copias en todo el mundo; aunque sigue vendiéndose en gran cantidad.

## Personal
Banda
- Julian Casablancas - Voz
- Albert Hammond, Jr. - Guitarra
- Nick Valensi - Guitarra y teclado
- Nikolai Fraiture - Bajo
- Fabrizio Moretti - Batería

## Grabación
El álbum fue grabado durante un período de diez meses. The Strokes inicialmente se propusieron grabarlo con Gordon Raphael, el productor de sus dos primeros álbumes. Más tarde, el guitarrista Albert Hammond, Jr. les presentó a David Kahne, el productor ganador de un premio Grammy (Paul McCartney, Tony Bennett, Sublime), quien intervino para colaborar con Raphael. Sin embargo, la colaboración no estaba funcionando y así Raphael renunció. Como resultado, la mayoría del álbum fue producido por Kahne.

## Lista de canciones
Todas las canciones son escritas por Julian Casablancas, excepto las especificadas.

| N.º | Título                                                | Duración |  |
| 1.  | «You Only Live Once»                                  | 3:09     |  |
| 2.  | «Juicebox»                                            | 3:17     |  |
| 3.  | «Heart in a Cage»                                     | 3:27     |  |
| 4.  | «Razorblade»                                          | 3:29     |  |
| 5.  | «On the Other Side»                                   | 4:38     |  |
| 6.  | «Vision of Division»                                  | 4:20     |  |
| 7.  | «Ask Me Anything» (Julian Casablancas, Nick Valensi)  | 3:12     |  |
| 8.  | «Electricityscape»                                    | 3:33     |  |
| 9.  | «Killing Lies» (Julian Casablancas, Nikolai Fraiture) | 3:50     |  |
| 10. | «Fear of Sleep»                                       | 4:00     |  |
| 11. | «15 Minutes»                                          | 4:34     |  |
| 12. | «Ize of the World»                                    | 4:29     |  |
| 13. | «Evening Sun» (Julian Casablancas, Fabrizio Moretti)  | 3:06     |  |
| 14. | «Red Light»                                           | 3:11     |  |

- Datos: Q1348139